# Kyuratagh
Kyuratagh (in armeno Քյուրաթաղ?), o Düdükçü (in azero Düdükçü), è una comunità rurale del distretto di Xocavənd in Azerbaigian, facente parte fino al 2020 della regione di Hadrowt' nella repubblica di Artsakh, già repubblica del Nagorno Karabakh, situata in una zona montuosa e isolata.
Secondo il censimento del 2005 contava poco più di duecentosettanta abitanti.

## Storia
Durante il periodo sovietico, il villaggio faceva parte del distretto di Hadrut dell'Oblast' Autonoma del Nagorno Karabakh. Dopo la Prima guerra del Nagorno Karabakh, il villaggio fu amministrato come parte della regione di Hadrut della Repubblica separatista di Artsakh. Il villaggio passò sotto il controllo dell'Azerbaigian il 15 ottobre 2020, durante la guerra del Nagorno Karabakh del 2020.

## Monumenti e luoghi d'interesse
Siti del patrimonio storico nel villaggio e nei suoi dintorni includono la chiesa di Surb Astvatsatsin (armeno: Սուրբ Աստվածածին, "Santa Madre di Dio"), costruita nel 1743, e un cimitero del XVIII-XIX secolo.